# Wierna Małogoszcz
Miejski Klub Sportowy Wierna Małogoszcz – polski klub piłkarski założony w 1978 roku w Małogoszczu. W sezonie 2024/2025 występuje w IV lidze

## Historia klubu
Wierna Małogoszcz powstała w 1978 roku i w swoim debiucie w klasie B zajęła czwartą lokatę. W następnym sezonie klub uplasował się na drugim miejscu, które dało mu awans do klasy A. W niej drużyna walczyła o utrzymanie, a zadecydowało o nim wygrane po serii rzutów karnych spotkanie barażowe z Czarnovią Kielce. W następnych sezonach piłkarze Wiernej uzyskiwali miejsca w dolnych rejonach tabeli. Pod koniec lat 80. XX wieku zaczęli liczyć się w walce o awans. Promocję do klasy okręgowej uzyskali w 1996 roku, a pięć lat później awansowali do IV ligi świętokrzyskiej. W 2003 roku zagrali w finale okręgowego pucharu Polski z Koroną Kielce – w pierwszym meczu przegrali 0:4, a w drugim 1:4 (jedynego gola dla małogoszczan strzelił Karol Drej). W sezonie 2003/2004 klub wyprzedził jednym punktem przechodzącą kryzys organizacyjny Nidę Pińczów i wywalczył promocję do III ligi. W debiucie w tej klasie rozgrywkowej Wierna 8 sierpnia 2004 wygrała 3:1 z Tłokami Gorzyce. W całym sezonie beniaminek prezentował się dobrze – toczył wyrównane boje z najsilniejszymi zespołami (m.in. wspomniane zwycięstwo z Tłokami Gorzyce i wygrana 2:1 w rundzie jesiennej z Kmitą Zabierzów), choć zdarzyły mu się też słabsze mecze. Ostatecznie uplasował się w tabeli na dziewiątym miejscu.
W 2005 roku Wierna wywalczyła puchar Polski na szczeblu okręgu. W finale okazała się lepsza od GKS Nowiny, przegrywając co prawda w pierwszym meczu 0:1, ale zwyciężając w rewanżu 4:1. W sezonie 2005/2006 klub rywalizował na szczeblu centralnym, gdzie odpadł w 1/16 finału po porażce 0:3 z Zagłębiem Lubin. Rozgrywki ligowe drużyna rozpoczęła nie najlepiej – pierwszego gola strzeliła w szóstej kolejce (spotkanie z Kolejarzem Stróże, zakończone remisem 1:1), a pierwsze zwycięstwo odniosła dopiero w jedenastej serii spotkań (wygrana 2:1 z Tłokami Gorzyce). W październiku doszło do zmiany na stanowisku trenera – Andrzej Dec został zastąpiony przez Antoniego Hermanowicza. Rundę jesienną klub zakończył na przedostatnim miejscu, mając na swoim koncie 10 punktów. Wiosną zespół prowadzony był przez Cezarego Ruszkowskiego. Wzmocniony Tomaszem Wróblewskim z Korony Kielce i własnymi juniorami, prezentował się lepiej niż jesienią – odniósł cztery zwycięstwa (2:1 z Kolejarzem Stróże, 3:0 z Pogonią Leżajsk, 1:0 z Wisłą II Kraków i 3:1 z Hetmanem Zamość). Ostatecznie zakończył rozgrywki na 13. miejscu, dającym utrzymanie.
Na początku sezonu 2006/2007 Wierna plasowała się w pierwszej trójce ligowej tabeli. Następnie prezentowała się słabiej i ostatecznie zakończyła rozgrywki na 12. miejscu. Lokata ta zapewniła jej miejsce w gronie trzecioligowców w kolejnym sezonie, jednak decyzje podjęte przez Polski Związek Piłki Nożnej, po aferze korupcyjnej, w wyniku których KSZO Ostrowiec Św. i Górnik Łęczna zostały zdegradowane do III ligi, spowodowały, że Wierna znalazła się w strefie spadkowej. Ostatecznie PZPN powiększył ligę do 17 zespołów i tym samym małogoszczanie nie zostali zdegradowani. W sezonie 2007/2008 Wierna zajęła 15. pozycję (pięć zwycięstw), a w wyniku reformy znalazła się w III lidze, stanowiącej czwarty poziom rozgrywkowy. Występuje w niej od 2008 i co rok plasuje się w środkowej części tabeli (2008/2009 – szóste miejsce, 2009/2010 – dziewiąte miejsce, 2010/2011 – ósme miejsce, 2011/2012 – dziesiąte miejsce, 2012/2013 – dziewiąte miejsce, 2013/2014 – dziesiąte miejsce).

## Osiągnięcia
- IV liga:
  - 1. miejsce: 2015/2016
- III liga:
  - 6. miejsce: 2008/2009
- Puchar Polski, grupa: Świętokrzyski ZPN:
  - Zwycięstwo: 2004/2005
  - Finalista: 2002/2003
- Puchar Polski:
  - 1/16 finału: 2005/2006

## Występy w III poziomie ligowym
Opracowano na podstawie materiału źródłowego.
| Sezon     | Pozycja | Mecze | Punkty | Zwyc. | Rem. | Por. | Bramki  |
| --------- | ------- | ----- | ------ | ----- | ---- | ---- | ------- |
| 2004/2005 | 9       | 30    | 35     | 10    | 5    | 15   | 34–42   |
| 2005/2006 | 13      | 30    | 28     | 6     | 10   | 14   | 35–44   |
| 2006/2007 | 12      | 30    | 37     | 10    | 7    | 13   | 23–35   |
| 2007/2008 | 15      | 32    | 28     | 5     | 13   | 14   | 19–37   |
| Razem     | —       | 122   | 128    | 31    | 35   | 56   | 111–158 |